# Râul Craiova, Cerna
Râul Craiova este un curs de apă, afluent al râului Cerna. 

## Hărți
- Harta Munții Godeanu  Arhivat în 11 octombrie 2008, la Wayback Machine.
- Harta județului Caraș-Severin